# Copa do Nordeste de Futebol de 2015
A Copa do Nordeste de 2015 foi a 12.ª edição da competição de futebol realizada no Nordeste brasileiro. Contava com 20 clubes, com a Bahia e Pernambuco possuindo três vagas cada; e Ceará, Rio Grande do Norte, Sergipe, Paraíba, Alagoas, Maranhão e Piauí tiveram duas vagas cada. Sendo os dois últimos, inclusos na competição pela primeira vez.
O campeão ganhou a vaga para a Copa Sul-Americana do mesmo ano e o Troféu Asa Branca do ano seguinte.
Pela primeira vez desde a Taça Nordeste de 1971, participam clubes do Maranhão e Piauí, estados que geograficamente pertencem ao Nordeste, mas que costumavam disputar a antiga Copa Norte.
Artilheiro da Copa do Nordeste deste ano, foi o Max do América de Natal com 6 gols, e como prêmio recebeu uma Moto Shineray Explorer 150cc das mãos do Canal Esporte Interativo e do Campeão Mundial modalidade Wheeling (manobras em motos e quadriciclos) Halley Amorim.
Bahia e Ceará decidiram o título, eles iriam se reencontrar na final da Lampions em 2020 e 2021, quando o clube cearense e baiano ganharam, respectivamente.
O clube da Fortaleza se sagrou campeão da edição em cima do clube de Salvador, após ganhar de 0-1 fora de casa, e 2-1 em casa.

## Transmissão
O canal Esporte Interativo transmite todos os jogos do torneio, nas parabólicas, nas operadoras de TV paga (assinatura), além de mais dois canais alternativos (Esporte Interativo Nordeste e Esporte Interativo Nordeste 2) e transmissões pela internet através do site do canal.
Além do Esporte Interativo, a Rede Globo também transmitirá o torneio em âmbito regional.

## Clubes Participantes
| UF                  | Clube            | Cidade                   | Forma de Classificação              | Estádio (mando)  | Capacidade | Títulos               |
| ------------------- | ---------------- | ------------------------ | ----------------------------------- | ---------------- | ---------- | --------------------- |
| Alagoas             | Coruripe         | Coruripe                 | Campeão do Estadual 2014            | Gerson Amaral    | 7 000      | 0 (Não possui)        |
| Alagoas             | CRB              | Maceió                   | Vice-campeão do Estadual 2014       | Rei Pelé         | 25 000     | 0 (Não possui)        |
| Bahia               | Bahia            | Salvador                 | Campeão do Estadual 2014            | Arena Fonte Nova | 46 000     | 2 (2001, 2002)        |
| Bahia               | Vitória          | Salvador                 | Vice-campeão do Estadual 2014       | Barradão         | 35 632     | 4 (97, 99, 2003 e 10) |
| Bahia               | Serrano-BA       | Vitória da Conquista     | Campeão da 1ª Fase do Estadual 2014 | Lomantão         | 12 500     | 0 (Não possui)        |
| Ceará               | Ceará            | Fortaleza                | Campeão do Estadual 2014            | Arena Castelão   | 64 846     | 0 (Não possui)        |
| Ceará               | Fortaleza        | Fortaleza                | Vice-campeão do Estadual 2014       | Arena Castelão   | 64 846     | 0 (Não possui)        |
| Maranhão            | Sampaio Corrêa   | São Luís                 | Campeão do Estadual 2014            | Castelão         | 40 000     | 0 (Não possui)        |
| Maranhão            | Moto Club        | São Luís                 | Vice-campeão do Estadual 2014       | Castelão         | 40 000     | 0 (Não possui)        |
| Paraíba             | Botafogo-PB      | João Pessoa              | Campeão do Estadual 2014            | Almeidão         | 25 770     | 0 (Não possui)        |
| Paraíba             | Campinense       | Campina Grande           | Vice-campeão do Estadual 2014       | Amigão           | 35 000     | 1 (2013)              |
| Pernambuco          | Sport            | Recife                   | Campeão do Estadual 2014            | Ilha do Retiro   | 35 000     | 3 (1994, 2000 e 14)   |
| Pernambuco          | Náutico          | Recife                   | Vice-campeão do Estadual 2014       | Arena Pernambuco | 46 000     | 0 (Não possui)        |
| Pernambuco          | Salgueiro        | Salgueiro                | 3º colocado do Estadual 2014        | Salgueirão       | 10 300     | 0 (Não possui)        |
| Piauí               | River-PI         | Teresina                 | Campeão do Estadual 2014            | Albertão         | 44 200     | 0 (Não possui)        |
| Piauí               | Piauí            | Teresina                 | Vice-campeão do Estadual 2014       | Albertão         | 44 200     | 0 (Não possui)        |
| Rio Grande do Norte | América de Natal | Natal                    | Campeão do Estadual 2014            | Arena das Dunas  | 31 375     | 1 (1998)              |
| Rio Grande do Norte | Globo            | Ceará-Mirim              | Vice-campeão do Estadual 2014       | Barretão         | 10 000     | 0 (Não possui)        |
| Sergipe             | Confiança        | Aracaju                  | Campeão do Estadual 2014            | Batistão         | 15 575     | 0 (Não possui)        |
| Sergipe             | Socorrense       | Nossa Senhora do Socorro | Vice-campeão do Estadual 2014       | Lelezão          | 4 000      | 0 (Não possui)        |

## Estádios
| América de Natal | Bahia | Botafogo-PB | Campinense | Ceará | Confiança          |
| --- | --- | --- | --- | --- | ------------------ |
| Arena das Dunas | Arena Fonte Nova | Almeidão | Amigão | Arena Castelão | Arena Batistão     |
| Capacidade: 31 375 | Capacidade: 55 000 | Capacidade: 20 000 | Capacidade: 19 700 | Capacidade: 64 846 | Capacidade: 15 575 |
| | | | | |                    |
| Coruripe | \| Sport Náutico Bahia Vitória Ceará Fortaleza América de Natal CRB Confiança Botafogo-PB Sampaio Corrêa Moto Club Coruripe Campinense Salgueiro Serrano-BA Socorrense Globo Piauí River-PILocalização dos times por Estado. \| | \| Sport Náutico Bahia Vitória Ceará Fortaleza América de Natal CRB Confiança Botafogo-PB Sampaio Corrêa Moto Club Coruripe Campinense Salgueiro Serrano-BA Socorrense Globo Piauí River-PILocalização dos times por Estado. \| | \| Sport Náutico Bahia Vitória Ceará Fortaleza América de Natal CRB Confiança Botafogo-PB Sampaio Corrêa Moto Club Coruripe Campinense Salgueiro Serrano-BA Socorrense Globo Piauí River-PILocalização dos times por Estado. \| | \| Sport Náutico Bahia Vitória Ceará Fortaleza América de Natal CRB Confiança Botafogo-PB Sampaio Corrêa Moto Club Coruripe Campinense Salgueiro Serrano-BA Socorrense Globo Piauí River-PILocalização dos times por Estado. \| | CRB                |
| Gerson Amaral | \| Sport Náutico Bahia Vitória Ceará Fortaleza América de Natal CRB Confiança Botafogo-PB Sampaio Corrêa Moto Club Coruripe Campinense Salgueiro Serrano-BA Socorrense Globo Piauí River-PILocalização dos times por Estado. \| | \| Sport Náutico Bahia Vitória Ceará Fortaleza América de Natal CRB Confiança Botafogo-PB Sampaio Corrêa Moto Club Coruripe Campinense Salgueiro Serrano-BA Socorrense Globo Piauí River-PILocalização dos times por Estado. \| | \| Sport Náutico Bahia Vitória Ceará Fortaleza América de Natal CRB Confiança Botafogo-PB Sampaio Corrêa Moto Club Coruripe Campinense Salgueiro Serrano-BA Socorrense Globo Piauí River-PILocalização dos times por Estado. \| | \| Sport Náutico Bahia Vitória Ceará Fortaleza América de Natal CRB Confiança Botafogo-PB Sampaio Corrêa Moto Club Coruripe Campinense Salgueiro Serrano-BA Socorrense Globo Piauí River-PILocalização dos times por Estado. \| | Estádio Rei Pelé   |
| Capacidade: 7 000 | \| Sport Náutico Bahia Vitória Ceará Fortaleza América de Natal CRB Confiança Botafogo-PB Sampaio Corrêa Moto Club Coruripe Campinense Salgueiro Serrano-BA Socorrense Globo Piauí River-PILocalização dos times por Estado. \| | \| Sport Náutico Bahia Vitória Ceará Fortaleza América de Natal CRB Confiança Botafogo-PB Sampaio Corrêa Moto Club Coruripe Campinense Salgueiro Serrano-BA Socorrense Globo Piauí River-PILocalização dos times por Estado. \| | \| Sport Náutico Bahia Vitória Ceará Fortaleza América de Natal CRB Confiança Botafogo-PB Sampaio Corrêa Moto Club Coruripe Campinense Salgueiro Serrano-BA Socorrense Globo Piauí River-PILocalização dos times por Estado. \| | \| Sport Náutico Bahia Vitória Ceará Fortaleza América de Natal CRB Confiança Botafogo-PB Sampaio Corrêa Moto Club Coruripe Campinense Salgueiro Serrano-BA Socorrense Globo Piauí River-PILocalização dos times por Estado. \| | Capacidade: 18 801 |
| | \| Sport Náutico Bahia Vitória Ceará Fortaleza América de Natal CRB Confiança Botafogo-PB Sampaio Corrêa Moto Club Coruripe Campinense Salgueiro Serrano-BA Socorrense Globo Piauí River-PILocalização dos times por Estado. \| | \| Sport Náutico Bahia Vitória Ceará Fortaleza América de Natal CRB Confiança Botafogo-PB Sampaio Corrêa Moto Club Coruripe Campinense Salgueiro Serrano-BA Socorrense Globo Piauí River-PILocalização dos times por Estado. \| | \| Sport Náutico Bahia Vitória Ceará Fortaleza América de Natal CRB Confiança Botafogo-PB Sampaio Corrêa Moto Club Coruripe Campinense Salgueiro Serrano-BA Socorrense Globo Piauí River-PILocalização dos times por Estado. \| | \| Sport Náutico Bahia Vitória Ceará Fortaleza América de Natal CRB Confiança Botafogo-PB Sampaio Corrêa Moto Club Coruripe Campinense Salgueiro Serrano-BA Socorrense Globo Piauí River-PILocalização dos times por Estado. \| |                    |
| Fortaleza | \| Sport Náutico Bahia Vitória Ceará Fortaleza América de Natal CRB Confiança Botafogo-PB Sampaio Corrêa Moto Club Coruripe Campinense Salgueiro Serrano-BA Socorrense Globo Piauí River-PILocalização dos times por Estado. \| | \| Sport Náutico Bahia Vitória Ceará Fortaleza América de Natal CRB Confiança Botafogo-PB Sampaio Corrêa Moto Club Coruripe Campinense Salgueiro Serrano-BA Socorrense Globo Piauí River-PILocalização dos times por Estado. \| | \| Sport Náutico Bahia Vitória Ceará Fortaleza América de Natal CRB Confiança Botafogo-PB Sampaio Corrêa Moto Club Coruripe Campinense Salgueiro Serrano-BA Socorrense Globo Piauí River-PILocalização dos times por Estado. \| | \| Sport Náutico Bahia Vitória Ceará Fortaleza América de Natal CRB Confiança Botafogo-PB Sampaio Corrêa Moto Club Coruripe Campinense Salgueiro Serrano-BA Socorrense Globo Piauí River-PILocalização dos times por Estado. \| | Globo              |
| Arena Castelão | \| Sport Náutico Bahia Vitória Ceará Fortaleza América de Natal CRB Confiança Botafogo-PB Sampaio Corrêa Moto Club Coruripe Campinense Salgueiro Serrano-BA Socorrense Globo Piauí River-PILocalização dos times por Estado. \| | \| Sport Náutico Bahia Vitória Ceará Fortaleza América de Natal CRB Confiança Botafogo-PB Sampaio Corrêa Moto Club Coruripe Campinense Salgueiro Serrano-BA Socorrense Globo Piauí River-PILocalização dos times por Estado. \| | \| Sport Náutico Bahia Vitória Ceará Fortaleza América de Natal CRB Confiança Botafogo-PB Sampaio Corrêa Moto Club Coruripe Campinense Salgueiro Serrano-BA Socorrense Globo Piauí River-PILocalização dos times por Estado. \| | \| Sport Náutico Bahia Vitória Ceará Fortaleza América de Natal CRB Confiança Botafogo-PB Sampaio Corrêa Moto Club Coruripe Campinense Salgueiro Serrano-BA Socorrense Globo Piauí River-PILocalização dos times por Estado. \| | Barretão           |
| Capacidade: 64 846 | \| Sport Náutico Bahia Vitória Ceará Fortaleza América de Natal CRB Confiança Botafogo-PB Sampaio Corrêa Moto Club Coruripe Campinense Salgueiro Serrano-BA Socorrense Globo Piauí River-PILocalização dos times por Estado. \| | \| Sport Náutico Bahia Vitória Ceará Fortaleza América de Natal CRB Confiança Botafogo-PB Sampaio Corrêa Moto Club Coruripe Campinense Salgueiro Serrano-BA Socorrense Globo Piauí River-PILocalização dos times por Estado. \| | \| Sport Náutico Bahia Vitória Ceará Fortaleza América de Natal CRB Confiança Botafogo-PB Sampaio Corrêa Moto Club Coruripe Campinense Salgueiro Serrano-BA Socorrense Globo Piauí River-PILocalização dos times por Estado. \| | \| Sport Náutico Bahia Vitória Ceará Fortaleza América de Natal CRB Confiança Botafogo-PB Sampaio Corrêa Moto Club Coruripe Campinense Salgueiro Serrano-BA Socorrense Globo Piauí River-PILocalização dos times por Estado. \| | Capacidade: 10 000 |
| | \| Sport Náutico Bahia Vitória Ceará Fortaleza América de Natal CRB Confiança Botafogo-PB Sampaio Corrêa Moto Club Coruripe Campinense Salgueiro Serrano-BA Socorrense Globo Piauí River-PILocalização dos times por Estado. \| | \| Sport Náutico Bahia Vitória Ceará Fortaleza América de Natal CRB Confiança Botafogo-PB Sampaio Corrêa Moto Club Coruripe Campinense Salgueiro Serrano-BA Socorrense Globo Piauí River-PILocalização dos times por Estado. \| | \| Sport Náutico Bahia Vitória Ceará Fortaleza América de Natal CRB Confiança Botafogo-PB Sampaio Corrêa Moto Club Coruripe Campinense Salgueiro Serrano-BA Socorrense Globo Piauí River-PILocalização dos times por Estado. \| | \| Sport Náutico Bahia Vitória Ceará Fortaleza América de Natal CRB Confiança Botafogo-PB Sampaio Corrêa Moto Club Coruripe Campinense Salgueiro Serrano-BA Socorrense Globo Piauí River-PILocalização dos times por Estado. \| |                    |
| Moto Club | \| Sport Náutico Bahia Vitória Ceará Fortaleza América de Natal CRB Confiança Botafogo-PB Sampaio Corrêa Moto Club Coruripe Campinense Salgueiro Serrano-BA Socorrense Globo Piauí River-PILocalização dos times por Estado. \| | \| Sport Náutico Bahia Vitória Ceará Fortaleza América de Natal CRB Confiança Botafogo-PB Sampaio Corrêa Moto Club Coruripe Campinense Salgueiro Serrano-BA Socorrense Globo Piauí River-PILocalização dos times por Estado. \| | \| Sport Náutico Bahia Vitória Ceará Fortaleza América de Natal CRB Confiança Botafogo-PB Sampaio Corrêa Moto Club Coruripe Campinense Salgueiro Serrano-BA Socorrense Globo Piauí River-PILocalização dos times por Estado. \| | \| Sport Náutico Bahia Vitória Ceará Fortaleza América de Natal CRB Confiança Botafogo-PB Sampaio Corrêa Moto Club Coruripe Campinense Salgueiro Serrano-BA Socorrense Globo Piauí River-PILocalização dos times por Estado. \| | Náutico            |
| Castelão | \| Sport Náutico Bahia Vitória Ceará Fortaleza América de Natal CRB Confiança Botafogo-PB Sampaio Corrêa Moto Club Coruripe Campinense Salgueiro Serrano-BA Socorrense Globo Piauí River-PILocalização dos times por Estado. \| | \| Sport Náutico Bahia Vitória Ceará Fortaleza América de Natal CRB Confiança Botafogo-PB Sampaio Corrêa Moto Club Coruripe Campinense Salgueiro Serrano-BA Socorrense Globo Piauí River-PILocalização dos times por Estado. \| | \| Sport Náutico Bahia Vitória Ceará Fortaleza América de Natal CRB Confiança Botafogo-PB Sampaio Corrêa Moto Club Coruripe Campinense Salgueiro Serrano-BA Socorrense Globo Piauí River-PILocalização dos times por Estado. \| | \| Sport Náutico Bahia Vitória Ceará Fortaleza América de Natal CRB Confiança Botafogo-PB Sampaio Corrêa Moto Club Coruripe Campinense Salgueiro Serrano-BA Socorrense Globo Piauí River-PILocalização dos times por Estado. \| | Arena Pernambuco   |
| Capacidade: 40 000 | \| Sport Náutico Bahia Vitória Ceará Fortaleza América de Natal CRB Confiança Botafogo-PB Sampaio Corrêa Moto Club Coruripe Campinense Salgueiro Serrano-BA Socorrense Globo Piauí River-PILocalização dos times por Estado. \| | \| Sport Náutico Bahia Vitória Ceará Fortaleza América de Natal CRB Confiança Botafogo-PB Sampaio Corrêa Moto Club Coruripe Campinense Salgueiro Serrano-BA Socorrense Globo Piauí River-PILocalização dos times por Estado. \| | \| Sport Náutico Bahia Vitória Ceará Fortaleza América de Natal CRB Confiança Botafogo-PB Sampaio Corrêa Moto Club Coruripe Campinense Salgueiro Serrano-BA Socorrense Globo Piauí River-PILocalização dos times por Estado. \| | \| Sport Náutico Bahia Vitória Ceará Fortaleza América de Natal CRB Confiança Botafogo-PB Sampaio Corrêa Moto Club Coruripe Campinense Salgueiro Serrano-BA Socorrense Globo Piauí River-PILocalização dos times por Estado. \| | Capacidade: 42 610 |
| | \| Sport Náutico Bahia Vitória Ceará Fortaleza América de Natal CRB Confiança Botafogo-PB Sampaio Corrêa Moto Club Coruripe Campinense Salgueiro Serrano-BA Socorrense Globo Piauí River-PILocalização dos times por Estado. \| | \| Sport Náutico Bahia Vitória Ceará Fortaleza América de Natal CRB Confiança Botafogo-PB Sampaio Corrêa Moto Club Coruripe Campinense Salgueiro Serrano-BA Socorrense Globo Piauí River-PILocalização dos times por Estado. \| | \| Sport Náutico Bahia Vitória Ceará Fortaleza América de Natal CRB Confiança Botafogo-PB Sampaio Corrêa Moto Club Coruripe Campinense Salgueiro Serrano-BA Socorrense Globo Piauí River-PILocalização dos times por Estado. \| | \| Sport Náutico Bahia Vitória Ceará Fortaleza América de Natal CRB Confiança Botafogo-PB Sampaio Corrêa Moto Club Coruripe Campinense Salgueiro Serrano-BA Socorrense Globo Piauí River-PILocalização dos times por Estado. \| |                    |
| Piauí | \| Sport Náutico Bahia Vitória Ceará Fortaleza América de Natal CRB Confiança Botafogo-PB Sampaio Corrêa Moto Club Coruripe Campinense Salgueiro Serrano-BA Socorrense Globo Piauí River-PILocalização dos times por Estado. \| | \| Sport Náutico Bahia Vitória Ceará Fortaleza América de Natal CRB Confiança Botafogo-PB Sampaio Corrêa Moto Club Coruripe Campinense Salgueiro Serrano-BA Socorrense Globo Piauí River-PILocalização dos times por Estado. \| | \| Sport Náutico Bahia Vitória Ceará Fortaleza América de Natal CRB Confiança Botafogo-PB Sampaio Corrêa Moto Club Coruripe Campinense Salgueiro Serrano-BA Socorrense Globo Piauí River-PILocalização dos times por Estado. \| | \| Sport Náutico Bahia Vitória Ceará Fortaleza América de Natal CRB Confiança Botafogo-PB Sampaio Corrêa Moto Club Coruripe Campinense Salgueiro Serrano-BA Socorrense Globo Piauí River-PILocalização dos times por Estado. \| | River-PI           |
| Albertão | \| Sport Náutico Bahia Vitória Ceará Fortaleza América de Natal CRB Confiança Botafogo-PB Sampaio Corrêa Moto Club Coruripe Campinense Salgueiro Serrano-BA Socorrense Globo Piauí River-PILocalização dos times por Estado. \| | \| Sport Náutico Bahia Vitória Ceará Fortaleza América de Natal CRB Confiança Botafogo-PB Sampaio Corrêa Moto Club Coruripe Campinense Salgueiro Serrano-BA Socorrense Globo Piauí River-PILocalização dos times por Estado. \| | \| Sport Náutico Bahia Vitória Ceará Fortaleza América de Natal CRB Confiança Botafogo-PB Sampaio Corrêa Moto Club Coruripe Campinense Salgueiro Serrano-BA Socorrense Globo Piauí River-PILocalização dos times por Estado. \| | \| Sport Náutico Bahia Vitória Ceará Fortaleza América de Natal CRB Confiança Botafogo-PB Sampaio Corrêa Moto Club Coruripe Campinense Salgueiro Serrano-BA Socorrense Globo Piauí River-PILocalização dos times por Estado. \| | Albertão           |
| Capacidade: 44 200 | \| Sport Náutico Bahia Vitória Ceará Fortaleza América de Natal CRB Confiança Botafogo-PB Sampaio Corrêa Moto Club Coruripe Campinense Salgueiro Serrano-BA Socorrense Globo Piauí River-PILocalização dos times por Estado. \| | \| Sport Náutico Bahia Vitória Ceará Fortaleza América de Natal CRB Confiança Botafogo-PB Sampaio Corrêa Moto Club Coruripe Campinense Salgueiro Serrano-BA Socorrense Globo Piauí River-PILocalização dos times por Estado. \| | \| Sport Náutico Bahia Vitória Ceará Fortaleza América de Natal CRB Confiança Botafogo-PB Sampaio Corrêa Moto Club Coruripe Campinense Salgueiro Serrano-BA Socorrense Globo Piauí River-PILocalização dos times por Estado. \| | \| Sport Náutico Bahia Vitória Ceará Fortaleza América de Natal CRB Confiança Botafogo-PB Sampaio Corrêa Moto Club Coruripe Campinense Salgueiro Serrano-BA Socorrense Globo Piauí River-PILocalização dos times por Estado. \| | Capacidade: 44 200 |
| | \| Sport Náutico Bahia Vitória Ceará Fortaleza América de Natal CRB Confiança Botafogo-PB Sampaio Corrêa Moto Club Coruripe Campinense Salgueiro Serrano-BA Socorrense Globo Piauí River-PILocalização dos times por Estado. \| | \| Sport Náutico Bahia Vitória Ceará Fortaleza América de Natal CRB Confiança Botafogo-PB Sampaio Corrêa Moto Club Coruripe Campinense Salgueiro Serrano-BA Socorrense Globo Piauí River-PILocalização dos times por Estado. \| | \| Sport Náutico Bahia Vitória Ceará Fortaleza América de Natal CRB Confiança Botafogo-PB Sampaio Corrêa Moto Club Coruripe Campinense Salgueiro Serrano-BA Socorrense Globo Piauí River-PILocalização dos times por Estado. \| | \| Sport Náutico Bahia Vitória Ceará Fortaleza América de Natal CRB Confiança Botafogo-PB Sampaio Corrêa Moto Club Coruripe Campinense Salgueiro Serrano-BA Socorrense Globo Piauí River-PILocalização dos times por Estado. \| |                    |
| Salgueiro | Sampaio Corrêa | Serrano-BA | Socorrense | Sport | Vitória            |
| Salgueirão | Castelão | Lomantão | Lelezão | Ilha do Retiro | Barradão           |
| Capacidade: 10 030 | Capacidade: 40 000 | Capacidade: 12 500 | Capacidade: 3 500 | Capacidade: 35 000 | Capacidade: 35 632 |
| | | | | |                    |
| Sport Náutico Bahia Vitória Ceará Fortaleza América de Natal CRB Confiança Botafogo-PB Sampaio Corrêa Moto Club Coruripe Campinense Salgueiro Serrano-BA Socorrense Globo Piauí River-PILocalização dos times por Estado. | | | | |                    |

## Fase de grupos
Os clubes devem ser separados nos potes de acordo com sua classificação no Ranking da CBF de 2014.
| Pote A                                                                    | Pote B                                                                                          | Pote C                                                                                        | Pote D                                                                   |
| ------------------------------------------------------------------------- | ----------------------------------------------------------------------------------------------- | --------------------------------------------------------------------------------------------- | ------------------------------------------------------------------------ |
| - Vitória (15º) - Bahia (17º) - Náutico (21º) - Ceará (22º) - Sport (24º) | - América de Natal (28º) - Fortaleza (35º) - Salgueiro (47º) - CRB (50º) - Sampaio Corrêa (53º) | - Campinense (65º) - Botafogo-PB (77º) - Confiança (87º) - Coruripe (122º) - Moto Club (201º) | - Globo (-) - Piauí (-) - River-PI (-) - Serrano-BA (-) - Socorrense (-) |

### Grupo A
| 1 | Vitória          | 15 | 6 | 5 | 0 | 1 | 12 | 5  | 7  |
| 2 | América de Natal | 10 | 6 | 3 | 1 | 2 | 12 | 9  | 3  |
| 3 | Confiança        | 5  | 6 | 1 | 2 | 3 | 3  | 8  | –5 |
| 4 | Serrano-BA       | 4  | 6 | 1 | 1 | 4 | 9  | 14 | –5 |

| Confrontos       | Confrontos | Confrontos | Confrontos | Confrontos | Confrontos |
|                  | VIT        | AMN        | CON        | SER        |            |
| ---------------- | ---------- | ---------- | ---------- | ---------- | ---------- |
| Vitória          | —          | 2–1        | 2–0        | 3–1        |            |
| América de Natal | 1–3        | —          | 1–0        | 3–2        |            |
| Confiança        | 1–0        | 1–1        | —          | 1–1        |            |
| Serrano-BA       | 1–2        | 1–5        | 3–0        | —          |            |

### Grupo B
| 1 | Sport          | 10    | 6 | 3 | 1 | 2 | 11 | 6  | 5  |
| 2 | Coruripe       | 7     | 6 | 1 | 4 | 1 | 6  | 7  | –1 |
| 3 | Sampaio Corrêa | 5[sc] | 6 | 3 | 2 | 1 | 13 | 11 | 2  |
| 4 | Socorrense     | 3     | 6 | 0 | 3 | 3 | 6  | 12 | –6 |

| Confrontos     | Confrontos | Confrontos | Confrontos | Confrontos | Confrontos |
|                | SPT        | SAM        | AAC        | SOC        |            |
| -------------- | ---------- | ---------- | ---------- | ---------- | ---------- |
| Sport          | —          | 3–1        | 0–0        | 3–1        |            |
| Sampaio Corrêa | 3–2        | —          | 0–0        | 2–1        |            |
| Coruripe       | 1–0        | 3–5        | —          | 1–1        |            |
| Socorrense     | 0–3        | 2–2        | 1–1        | —          |            |

### Grupo C
| 1 | Salgueiro | 10 | 6 | 2 | 4 | 0 | 9  | 4  | 5  |
| 2 | Náutico   | 8  | 6 | 2 | 2 | 2 | 10 | 11 | –1 |
| 3 | Moto Club | 6  | 6 | 1 | 3 | 2 | 5  | 7  | –2 |
| 4 | Piauí     | 5  | 6 | 0 | 5 | 1 | 4  | 6  | –2 |

| Confrontos | Confrontos | Confrontos | Confrontos | Confrontos | Confrontos |
|            | NAU        | SAL        | MOT        | PIA        |            |
| ---------- | ---------- | ---------- | ---------- | ---------- | ---------- |
| Náutico    | —          | 2–2        | 1–0        | 3–3        |            |
| Salgueiro  | 3–1        | —          | 3–0        | 0–0        |            |
| Moto Club  | 3–1        | 1–1        | —          | 1–1        |            |
| Piauí      | 0–2        | 0–0        | 0–0        | —          |            |

### Grupo D
| 1 | Ceará       | 12 | 6 | 3 | 3 | 0 | 7 | 4 | 3  |
| 2 | Fortaleza   | 11 | 6 | 3 | 2 | 1 | 9 | 6 | 3  |
| 3 | River-PI    | 8  | 6 | 2 | 2 | 2 | 6 | 7 | –1 |
| 4 | Botafogo-PB | 1  | 6 | 0 | 1 | 5 | 3 | 8 | –5 |

| Confrontos  | Confrontos | Confrontos | Confrontos | Confrontos | Confrontos |
|             | CEA        | FOR        | BOT        | RIV        |            |
| ----------- | ---------- | ---------- | ---------- | ---------- | ---------- |
| Ceará       | —          | 1–1        | 1–0        | 1–0        |            |
| Fortaleza   | 1–2        | —          | 2–1        | 2–0        |            |
| Botafogo-PB | 1–1        | 0–1        | —          | 1–2        |            |
| River-PI    | 1–1        | 2–2        | 1–0        | —          |            |

### Grupo E
| 1 | Bahia      | 12 | 6 | 3 | 3 | 0 | 9 | 6 | 3  |
| 2 | Campinense | 8  | 6 | 2 | 2 | 2 | 5 | 5 | 0  |
| 3 | CRB        | 6  | 6 | 1 | 3 | 2 | 7 | 8 | –1 |
| 4 | Globo      | 5  | 6 | 1 | 2 | 3 | 2 | 4 | –2 |

| Confrontos | Confrontos | Confrontos | Confrontos | Confrontos | Confrontos |
|            | BAH        | CRB        | CMP        | GLO        |            |
| ---------- | ---------- | ---------- | ---------- | ---------- | ---------- |
| Bahia      | —          | 1–1        | 1–0        | 1–0        |            |
| CRB        | 3–3        | —          | 1–0        | 0–1        |            |
| Campinense | 1–1        | 3–2        | —          | 0–0        |            |
| Globo      | 1–2        | 0–0        | 0–1        | —          |            |

- Obs: Apenas os 3 melhores segundos colocados, somando todos os grupos, irão avançar de fase. Os primeiros colocados de cada grupo têm classificação garantida para a 2ª fase da competição.